# كاغزي
كاغزي هو مجتمع مسلم يوجد في الهند في ولايتي كجرات وماهاراشترا. ترجع أصولهم إلى مدينة بخارى في آسيا الوسطى. وجاءوا إلى الهند بناءً على دعوة من السلطان أحمد شاه. وكاغزي يعني بائع الورق.